# The Waiting City
The Waiting City es una película de 2009 de Australia dirigida por Claire McCarthy y protagonizada por Radha Mitchell y Joel Edgerton.

## Sinopsis
Una pareja australiana exteriormente feliz, Ben y Fiona, viajan a Calcuta, India, para recoger su bebé en adopción, pero al llegar encuentran que las disposiciones de la agencia aún no se han finalizado. Ellos no tienen más remedio que esperar en este caótico y extranjero lugar. Pero a medida que los poderes embriagantes de la mística ciudad tiran de ellos en diferentes direcciones, la vulnerabilidad de su matrimonio comienza a revelarse. Obligados a enfrentarse a sus diferencias y los profundos secretos ocultos que ambos han tenido durante mucho tiempo evitando, Ben y Fiona en última instancia, se redescubren a sí mismos.